# Stefan Karlsson
Stefan Erik Karlsson (Haninge, 15 dicembre 1988) è un ex calciatore svedese, di ruolo difensore.

## Carriera
È cresciuto calcisticamente a Växjö, città della Svezia meridionale.
Dopo aver svolto la trafila delle giovanili nel Växjö Norra, è passato alla principale squadra cittadina, l'Öster, con cui ha debuttato nel 2008 in terza serie. Nel 2011 ha perso il posto di titolare in favore di Emil Krafth, riconquistato poi a fine anno complice la cessione dello stesso Krafth. Nel 2013 ha giocato la sua prima stagione in Allsvenskan.
A fine stagione l'Öster è retrocesso in Superettan dopo un solo anno di permanenza nella massima serie; Karlsson ha firmato un contratto triennale con il Djurgården.
A pochi mesi dalla scadenza contrattuale con il Djurgården, nel luglio 2016 ha sottoscritto un contratto a breve termine con l'Östersund, formazione neopromossa al suo primo anno in Allsvenskan. Rimasto svincolato, nel gennaio 2017 si è accasato allo Jönköpings Södra, continuando a giocare nella massima serie svedese. A fine anno tuttavia la squadra è retrocessa in Superettan, e Karlsson ha rescisso con un anno di anticipo.
Nel gennaio 2018 ha firmato un triennale con l'Öster, squadra del campionato di Superettan, tornando così a giocare a Växjö.